# Roger Tur
Roger Tur Pallier (Nimes, 8 de agosto de 1904 – Zaragoza, 7 de noviembre de 1972) fue cónsul honorario de Francia en Zaragoza entre los años 1949-1972.
Murió como víctima de un atentado terrorista perpetrado en el consulado por tres terroristas del colectivo Hoz y Martillo, una organización terrorista marxista-leninista creada un año antes.
Su tumba se encuentra en el panteón familiar del Cementerio Protestante de Nîmes. 

## Biografía
Roger Tur había nacido en la ciudad de Nimes y en el año 1934. Fue consul honorario en Zaragoza tras la Segunda Guerra Mundial. Junto a su hermano, fundó una empresa de regaliz. El 2 de noviembre de 1972 fue víctima de un atentado contra el consulado, por parte de tres terroristas del colectivo Hoz y Martillo: Álvaro Noguera, José A. Mellado y Luis Javier Sagarra de Moor, falleciendo cinco días después a causa de las heridas sufridas tras verter los terroristas pintura roja encima y prenderle fuego, lo que causó una deflagración que le ocasionó heridas de gravedad por las que no sobrevivió.

## Agente doble
No es hasta el año 2006 cuando la CIA desclasifica los archivos secretos de la Segunda Guerra Mundial, confeccionados por la antigua OSS, descubriéndose que Roger Tur fue un agente doble al servicio de los norteamericanos durante la II GM, espiando a los nazis que se habían refugiado en Zaragoza entre los años 1943-1945, en especial al cónsul alemán, Gustav Seegers, al director del colegio alemán: Albert Schmitz, y al propietario de la empresa afín a los nazis: Sofindus, Johannes Benhardt.

## Calle
La ciudad de Zaragoza le ha dedicado la calle Roger Tur, en el barrio de Las Fuentes.Comienza en el Camino de las Torres y termina en la calle Jorge Cocci. 